# ماریا استپانوا
ماریا استپانوا (روسی: Мари́я Алекса́ндровна Степа́нова؛ زادهٔ ۲۳ فوریهٔ ۱۹۷۹) بازیکن بسکتبال اهل روسیه است.
از باشگاه‌هایی که در آن بازی کرده‌است می‌توان به فینکس مرکوری اشاره کرد.
وی در مسابقات کشوری و بین‌المللی در مجموع برندهٔ ۲ مدال برنز شده‌است.